# Охрид (село)
Охрид (болг. Охрид) — село в Болгарии. Находится в Монтанской области, входит в общину Бойчиновци. Население составляет 442 человека.

## Политическая ситуация
В местном кметстве Охрид, в состав которого входит Охрид, должность кмета (старосты) исполняет Трифон Иванов Денков (Движение за национальное возрождение «Оборище») по результатам выборов правления кметства.
Кмет (мэр) общины Бойчиновци — Славей Иванов Костодинов (Граждане за европейское развитие Болгарии (ГЕРБ)) по результатам выборов в правление общины.